# Just4Fun
Just4Fun (Just 4 Fun, от упрощ. «just for fun» (рус. Шутки ради)) — норвежско-исландский музыкальный коллектив, представитель Норвегии на конкурсе песни Евровидение-1991. В состав группы входит Ханна Крог (норв. Hanne Krogh), Марианна Антонсен (норв. Marianne Antonsen), Ян Грот (норв. Jan Groth) и Эйрикур Хёйксон (исл. Eiríkur Hauksson).

## История
Изначально коллектив был образован в Сарпсборге (небольшом городке на юге Норвегии). Состав группы был собран известным норвежским исполнителем и радиоведущим Тором Андерсеном в 1988. Изначально группа была создана для летней шоу-программы, на которой музыканты исполняли кавер-версии известных песен 60-х гг. XX в. Позднее у группы появился собственный материал, с которым она гастролировала по городам Норвегии. В 1990 ими был выпущен дебютный альбом «Ren 60».
В 1991 норвежская телерадиокомпания «NRK» предложила участникам «Just4Fun» принять участие на предстоящем Евровидении, который должен был проходить в Риме (Италия). Музыканты согласились на это предложение, тем более, что некоторые из них уже имели опыт участия на песенном конкурсе. Так, Ханна Крог представляла Норвегию дважды: в 1971 (17-е место) и в 1985 (в составе дуэта «Bobbysocks» стала победительницей конкурса); а Эйрикур Хёйксон представлял Исландию в 1986 в составе группы «Icy» (16-е место). Примечательно, что норвежское телевидение в том году решило даже не проводить отборочный конкурс «Melodifestivalen», так как полагаясь на опыт исполнителей, они были полностью уверены в победе Just4Fun. На данный момент это был единственный случай за всю историю участия этой страны на Евровидении, когда норвежский исполнитель был выбран без предварительного отбора. Как оказалось позднее, это решение было несколько опрометчивым.
На Евровидении-1991 конкурсанты выступили под четырнадцатым номером, представив композицию «Mrs. Thompson» (рус. Миссис Томпсон). Выступление, вопреки ожиданиям критиков, прошло не слишком удачно — исполнители заняли только семнадцатое место (из 22-х), получив всего 14 баллов.
После выступления на Евровидении группа выпустила свой второй альбом, «Those Were the Days», и через некоторое время распалась. Однако через долгий промежуток времени, весной 2008, группа воссоединилась снова, проведя несколько гастрольных туров по городам Норвегии. Сейчас они собираются вместе во время зимних праздников, выступая с концертными программами по их случаю. Участники коллектива в настоящее время также ведут сольные карьеры, а Эйрикур Хёйксон в 2007 вновь принял участие на Евровидении, представляя свою страну (Исландию); к сожалению, тогда певец не прошёл в финал конкурса.

## Дискография

### Альбомы
- Ren 60 (1990)
- Those Were the Days (1991)

### Синглы
- Those were the days (1991)
- All I really wanna do (1991)
- A dream and a prayer (1992)